# Tân An, Quảng Yên
Tân An là một phường thuộc thị xã Quảng Yên, tỉnh Quảng Ninh, Việt Nam.
Phường Tân An có diện tích 14,45 km², dân số năm 2011 là 4.961 người, mật độ dân số đạt 343 người/km².
Đây là địa phương có dự án cao tốc Hạ Long - Hải Phòng đi qua.